# I of the Mourning
«I of the Mourning» es una canción de la banda de Rock alternativo estadounidense The Smashing Pumpkins perteneciente a su álbum lanzado en 2000 Machina/The Machines of God que escrita por Billy Corgan.
Fue lanzado como sencillo promocional, y fue el único lanzamiento del álbum que no incluía la cubierta por Vasily Kafanov. La banda tocó la canción en The Late Show con David Letterman [cita requerida].
"I of the mourning" fue tocada en vivo en casi todos los shows durante el tour de The Sacred and Profane en 2000.
"Call Out Hook" es un fragmento de "I of the mourning" usado para la promoción de la radio.

## Lista de canciones
1. «I of the Mourning» – 4:37
2. «Call Out Hook» – 0:18

- Datos: Q3392109